# 桑布尔河
桑布尔河（法語：Sambre，法語發音：[sɑ̃bʁ]，荷蘭語發音：['sɑmbər] ⓘ），默兹河支流之一，起源於法国北部上法蘭西大區埃纳省，在那慕尔注入默兹河，全长180公里。
桑布尔河流经的主要城市有：沙勒罗瓦、那慕尔。
50°01′49″N 3°50′29″E / 50.0303°N 3.8414°E